# Československá ženská házenkářská reprezentace
Československá házenkářská reprezentace žen reprezentovala Československou republiku na mezinárodních házenkářských akcích, jako je mistrovství světa nebo mistrovství Evropy. Jejím největším úspěchem byl titul mistryň světa z roku 1957. Ze světového šampionátu si přivezla i stříbro (1986) a bronz (1962). Dvakrát se zúčastnila i olympijských her, v obou případech z toho bylo páté místo (1980, 1988). Jejím nástupcem je česká a slovenská reprezentace.

## Medailistky
MS 1957: Pavla Bartáková • Vlasta Čiháková • Věra Dvořáková • Alena Hodesová • Květa Janečková • Jana Kammermayerová • Věra Kosprdová • Blanka Kotlínová • Stanislava Kučerová • Libuše Kvasničková • Jana Maléřová • Květa Marzinová • Anna Ríšová • Veronika Schmidtová
 MS 1986: Marta Pösová • Anna Hradská • Lenka Pospíšilová • Marie Šmídová • Božena Mazgutová • Mária Ďurišinová • Alena Damitšová • Jana Stašová • Daniela Trandžíková • Zuzana Budayová • Jana Kuťková • Elena Gašparíková • Monika Hejtmánková • Julia Kolcaniová
 MS 1962: Božena Adámková • Bohdana Beranová • Martina Broulíková • Magda Havelková • Vlasta Housková • Květa Janečková • Stanislava Kernerová • Anna Košíková • Stanislava Kučerová • Marie Matějů • Blažena Matulová • Anna Ríšová • Marie Topičová • Milena Vecková • Jana Vrbová

## Mistrovství světa
| Rok/pořádající země | Účast                                 |
| ------------------- | ------------------------------------- |
| MS 1957 Jugoslávie  | Zlatá medaile                         |
| MS 1962 Rumunsko    | Bronzová medaile                      |
| MS 1965 Německo     | 4. místo                              |
| MS 1968 SSSR        | Zrušeno kvůli sovětské invazi do ČSSR |
| MS 1971 Nizozemsko  | Ne                                    |
| MS 1973 Jugoslávie  | 6. místo                              |
| MS 1975 SSSR        | 6. místo                              |
| MS 1978 ČSSR        | 4. místo                              |
| MS 1982 Maďarsko    | 5. místo                              |
| MS 1986 Nizozemsko  | Stříbrná medaile                      |
| MS 1990 Korea       | Ne                                    |
| Celkem              | Účast – 8× · – 1× · – 1× · – 1×       |

## Olympijské hry
| Rok/pořádající země  | Účast                           |
| -------------------- | ------------------------------- |
| LOH 1976 Montreal    | Ne                              |
| LOH 1980 Moskva      | 5. místo                        |
| LOH 1984 Los Angeles | Ne                              |
| LOH 1988 Soul        | 5. místo                        |
| LOH 1992 Barcelona   | Ne                              |
| Celkem               | Účast – 2× · – 0× · – 0× · – 0× |